# North Slope Borough
North Slope Borough är en borough i den amerikanska delstaten Alaska. Dess säte är Barrow. Enligt 2000 års folkräkning hade boroughen en befolkning på 9 430 invånare på en yta om 245 436 km².
Delar av Gates of the Arctic nationalpark och Arctic National Wildlife Refuge ligger i North Slope Borough. 

## Geografi
Matanuska-Susitna Borough gränsar till Yukon-Koyukuk Census Area i sydöst och Northwest Arctic Borough i sydväst. I öst gränsar den näta Demarcation Bay till Yukon i Kanada.

### Städer och byar
- Anaktuvuk Pass
- Atqasuk
- Barrow
- Kaktovik
- Nuiqsut
- Point Hope
- Point Lay
- Prudhoe Bay
- Wainwright
- Deadhorse